# تيرنياوز
تيرنياوز (بالروسية: Тырныауз) هي إحدى مدن روسيا في الكيان الفدرالي الروسي كاباردينو-بالكاريا.